# Westwall farkasfalka
A Westwall farkasfalka a Kriegsmarine tengeralattjárókból álló második világháborús támadóegysége volt, amely összehangoltan tevékenykedett 1942. március 2. és 1942. március 12. között az Atlanti-óceán északi részén, Izlandtól délkeletre, Írországtól nyugatra és délre. A Westwall (Nyugati fal, magyarul Siegfried-vonalként ismeret) farkasfalka nyolc búvárhajóból állt, amelyek öt hajót süllyesztettek el, ezek összesített vízkiszorítása 2594 brt volt. A tengeralattjárók nem szenvedtek veszteséget.

## A farkasfalka tengeralattjárói
| A hajó száma | Parancsnoka                   | Részvétel kezdete | Részvétel vége    |
| ------------ | ----------------------------- | ----------------- | ----------------- |
| U–87         | Joachim Berger                | 1942. március 2.  | 1942. március 12. |
| U–135        | Friedrich-Hermann Praetorius  | 1942. március 2.  | 1942. március 12. |
| U–213        | Amelung von Varendorff        | 1942. március 2.  | 1942. március 12. |
| U–553        | Karl Thurmann                 | 1942. március 2.  | 1942. március 12. |
| U–569        | Hans-Peter Hinsch             | 1942. március 2.  | 1942. március 12. |
| U–701        | Horst Degen                   | 1942. március 2.  | 1942. március 12. |
| U–752        | Karl-Ernst Schroeter          | 1942. március 2.  | 1942. március 12. |
| U–753        | Alfred Manhardt von Mannstein | 1942. március 2.  | 1942. március 12. |

## Elsüllyesztett hajók
| Dátum             | A búvárhajó száma | A hajó neve         | Nemzetisége        | Vízkiszorítása |
| ----------------- | ----------------- | ------------------- | ------------------ | -------------- |
| 1942. március 6.  | U–701             | Rononia             | Egyesült Királyság | 213            |
| 1942. március 7.  | U–701             | Nyggjaberg          | Feröer             | 349            |
| 1942. március 8.  | U–569             | Hengist             | Egyesült Királyság | 984            |
| 1942. március 9.  | U–701             | HMS Notts County*   | Egyesült Királyság | 541            |
| 1942. március 11. | U–701             | HMS Stella Capella* | Egyesült Királyság | 507            |

* Felfegyverzett halászhajó